# 加布里埃尔·阿尔蒙德
加布里埃尔·阿尔蒙德（英語：Gabriel A. Almond, 1911年1月12日—2002年12月25日），是来自美国的政治学家。其在比较政治学，政治发展和政治文化學科具有權威的地位。

## 理論
1911年出生在美国伊利诺伊州，父亲是俄罗斯和乌克兰美国移民。1938年拿到芝加哥大学博士学位。1961年选为美国文理科学院院士。
阿尔蒙德是行为主义政治学的代表人物之一。其提出了以政治系统、功能、角色等新的概念术语來代替国家、权力、职位等传统的政治学术用語。
他認為在一個政治系統中，是由各個不同的結構相互互動所組成，包括選民、利益團體、立法與官僚機構等，以形成一個正當性的公權力。